# Kościół Chrystusa Króla w Sibinie
Kościół pw. Chrystusa Króla w Sibinie – zabytkowy, kościół filialny pierwotnie z XIII wieku, zniszczony w czasie II wojny światowej, odbudowany w latach 1977–1978, położony w Sibinie, w województwie zachodniopomorskim, w powiecie kamieńskim , w gminie Kamień Pomorski. Wpisany do rejestru zabytków pod numerem 240 z 22.10.1957.

## Historia
Najstarsze informacje o kościele w Sibinie pochodzą z 1288 roku. Po II wojnie światowej budowla uległa zniszczeniu, jednak została odbudowana w latach 1977–1978. Kościół wzniesiono z cegły i kamienia, a jego bryła ma formę halową, z trójbocznie zamkniętym wschodnim zakończeniem. Dach jest siodłowy, a okna wykończone półokrągłymi łukami.
Wnętrze świątyni posiada drewniany, belkowany sufit. W prezbiterium, nieco wyniesionym, znajdują się drewniane mensa oraz pulpit, a centralne miejsce zajmuje duży drewniany krzyż z figurą Chrystusa, otoczony obrazami. Po lewej stronie wisi obraz Matki Boskiej Częstochowskiej, a po prawej przedstawiono Chrystusa Króla, który w lewej ręce trzyma królewskie jabłko, symbolizujące panowanie nad chrześcijańskim światem, a prawą rękę unosi w górę.
W prezbiterium znajduje się również chrzcielnica, pomalowana na biało i zamknięta pokrywą. W kościele można znaleźć figury Matki Boskiej Niepokalanej i Chrystusa Króla, a na ścianach umieszczono płaskorzeźby stacji Drogi Krzyżowej.